# TER Эльзаса
TER Alsace — система пригородных поездов (TER) бывшего французского региона Эльзас, основанная в 1997 году на базе системы Metralsace. Система состояла из 27 линий со 162 станциями. В результате реформы регионов Франции в 2016 году была объединена с двумя другими региональными компаниями TER Champagne-Ardenne и TER Lorraine в региональную транспортную компанию TER Grand Est.

## Сеть
Компания управляла своими линиями в Эльзасе, в одном из сравнительно небольших регионов Франции, состоявшего из двух департаментов, Нижний Рейн и Верхний Рейн.
Всего в Эльзасе 26 линий обслуживали 164 станции. Эта сеть была дополнена некоторыми автобусными маршрутами, обслуживаемыми TER.

## Фотогалерея

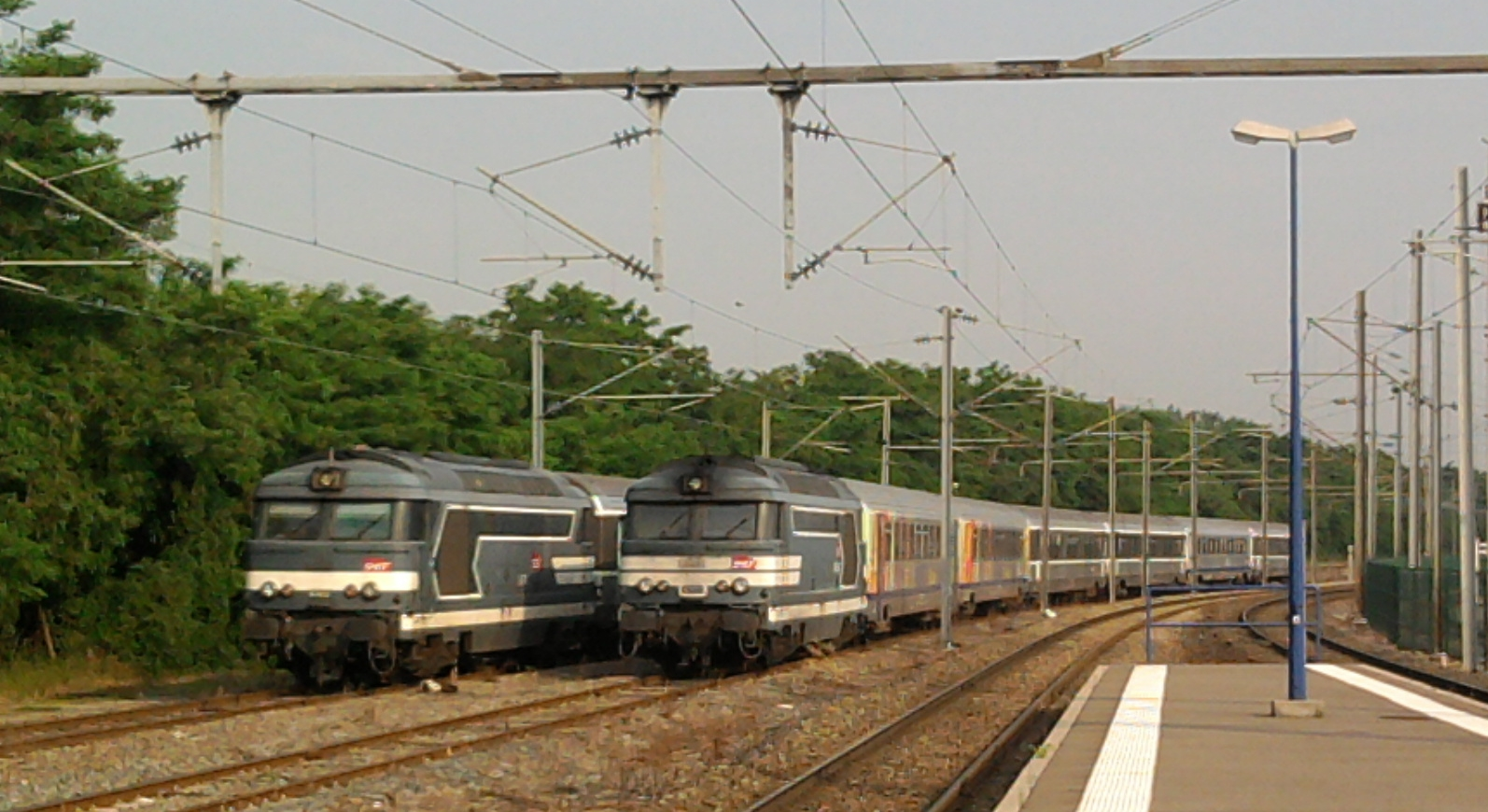
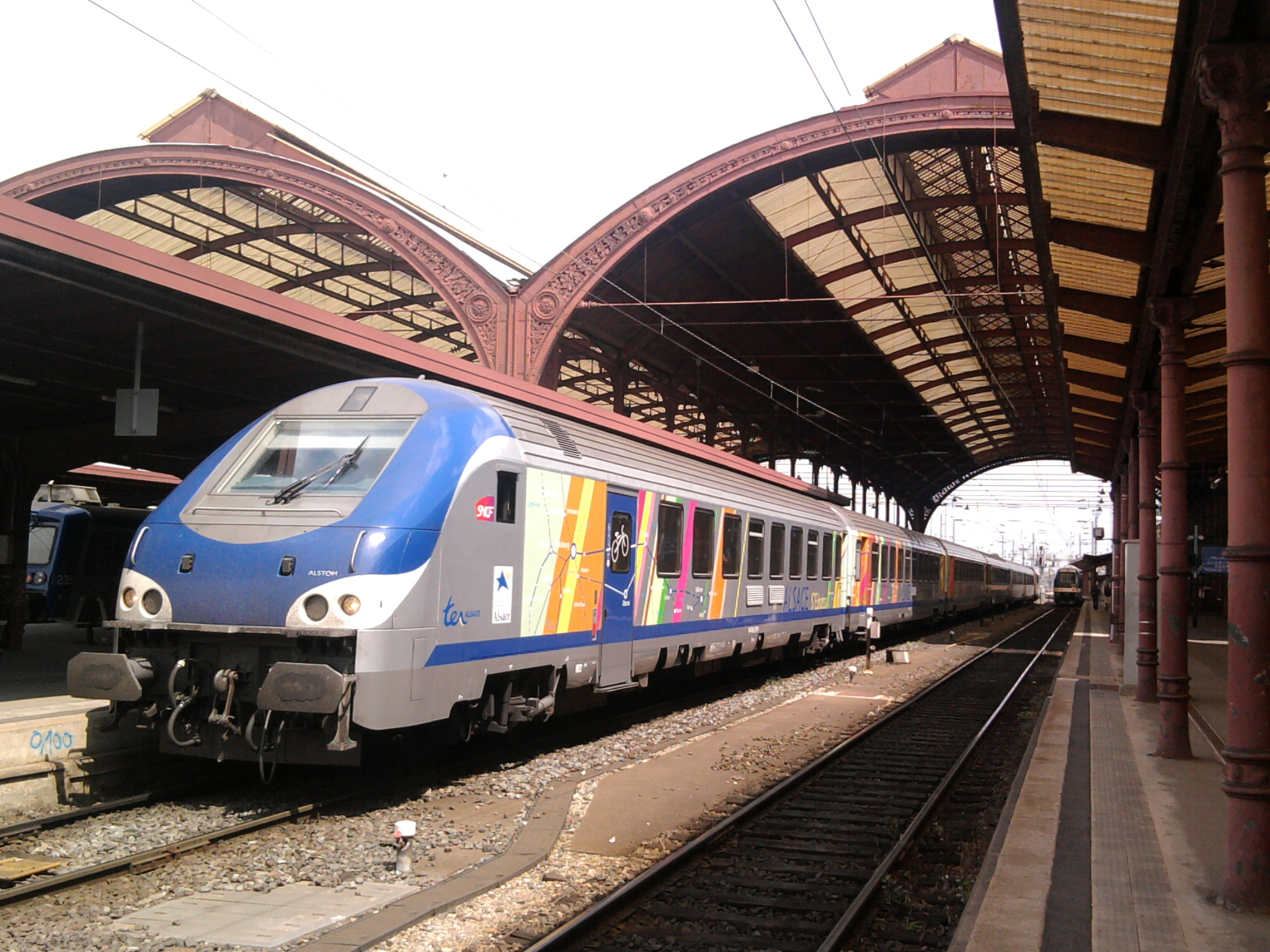
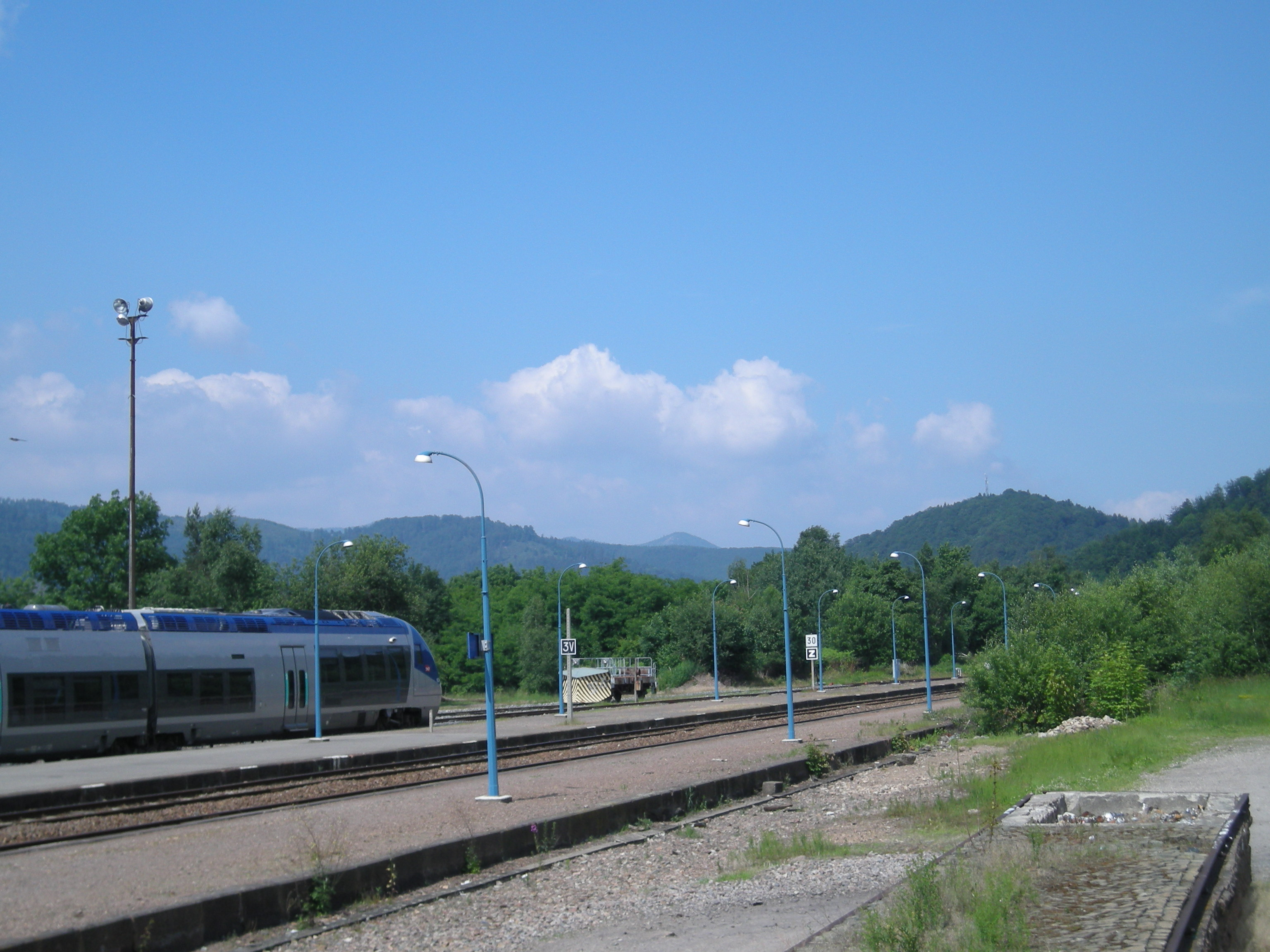

### Основные станции
- Страсбург
- Мюлуз
- Кольмар
- Базель (Швейцария)
- Селеста

## Подвижной состав

### Действует
- B 82500
- X 73900
- X 76500
- X 73500
- TER 200
- RRR
- RIO
- Z 11500
- Z 27500

### Не действует
- X 4300
- BB 15000
- BB 16500

### Планируется
- Régiolis